# Max Schirnhofer
Max Schirnhofer (* 29. März 1987) ist ein ehemaliger österreichischer Judoka. Er trägt den 1. Dan.

## Biografie
Max Schirnhofer kämpfte für den Judo UNION RAIKA Flachgau. Nach der Matura verpflichtete er sich beim Heeresleistungssportzentrum und gehört dem Kader der österreichischen Nationalmannschaft an.
Bei der U23-Europameisterschaft 2008 erreichte er den 2. Rang. Bei der Weltmeisterschaft 2009 schied er bereits in der ersten Runde aus. Bei der U23-Europameisterschaft in Antalya gewann er die Bronzemedaille. 2010 erreichte er bei der Heim-EM in Wien den 5. Rang. Bei der Weltmeisterschaft in Japan wurde er Siebter, wo er unter anderem den Titelverteidiger Lee Kuy-won bezwang. Anfang 2013 kehrte er dem Judo den Rücken zu und verzichtete auf seinen Platz als Heeressportler.
Er gründete einen Sport-Club und arbeitete als Fitness-Trainer.
2014 übernahm Schirnhofer das Training der Bundesliga-Mannschaft des JU Flachgaus.

## Erfolge (Auswahl)
Folgende Erfolge konnte Schirnhofer jeweils in der 90 kg Gewichtsklasse erreichen:
- 1. Rang Militärweltmeisterschaft Rio de Janeiro 2011
- 1. Rang Super World Cup Dutch Open Rotterdam 2008
- 2. Rang Weltcup Rom 2012
- 2. Rang Belgian Open Championships Visé 2009
- 2. Rang U23 Europameisterschaft Zagreb 2008
- 2. Rang Swiss Open Luzern 2008
- 2. Rang Belgian Open Championships Visé 2008
- 2. Rang Swedish Open Borås 2007
- 3. Rang Weltcup Budapest 2011
- 3. Rang Slovenian Open Celje 2008
- 3. Rang U23 Europameisterschaft Antalya 2009
- 5. Rang Europameisterschaft Wien 2010

- mehrfacher österreichischer Meister und Staatsmeister